# Dominici (groupe)
Pour les articles homonymes, voir Dominici.
Dominici est un groupe américain de metal progressif, originaire de Long Island, New York, actif entre 2005 et 2011.

## Histoire
Dominici est formé en tant que projet solo par l'ancien chanteur Charlie Dominici de Dream Theater, qui met le projet sur pied en 2005. Il sort cette année-là l'album purement acoustique O3 A Trilogy : Part 1. Pour le deuxième opus O3 - A Trilogy : Part 2, il reçoit le soutien des frères Brian (guitare) et Yan Maillard (batterie), de Ricardo Atzeni (basse), ainsi que d'Americo Rigoldi (claviers). C'est avec le même line-up qu'est enregistré le troisième volet O3 A Trilogy : Part 3, sorti en 2008.
Dominici assure la première partie de trois concerts de Dream Theater dans le cadre de la tournée Chaos in Motion, qui ont lieu en Croatie, en Hongrie et en Autriche. En 2011, Lucio Manca de Solid Vision remplace Ricardo Atzeni qui avait quitté le groupe.
En 2011, Charlie Dominici déclare sur son compte Facebook la retour de son groupe Dominici. Mais Dominici devient inactif depuis cette époque.

## Style musical
Le premier album de Dominici est un album acoustique, entièrement enregistré et chanté par Charles Dominici. Les parties 2 et 3 sont en revanche de style metal progressif. Musicalement, les parties 2 et 3 en particulier s'inspirent assez nettement de Dream Theater. La base de la musique est le power metal, rendu progressif par de nombreux éléments, comme des solos et de longues parties instrumentales. La plupart des titres sont trop longs, et les trois parties sont reliées par des textes critiques sur la société, qui traitent de l'apocalypse.
Le nom de l'album est basé sur la formule chimique O3 pour ozone. Les trois albums conceptuels traitent d'un groupe religieux qui fait tout pour déclencher la fin de l'humanité. Entre les deux se trouve un bon policier qui tente d'arrêter le porteur de l'apocalypse entraîné par la secte. Dans la dernière partie, les dieux reviennent sur Terre et sonnent le glas de l'apocalypse. Ils révèlent que l'humanité n'était qu'une partie d'un autre de leurs plans visant à préserver l'ADN. À la fin, Adam est choisi pour être le seul à porter l'ADN. L'histoire débouche ainsi sur la Genèse.

## Discographie
- 2005 : O3 A Trilogy: Part 1
- 2007 : O3 A Trilogy: Part 2 (InsideOut Music)
- 2008 : O3 A Trilogy: Part 3 (InsideOut Music)